# Vertrag von Paris (Gemälde)

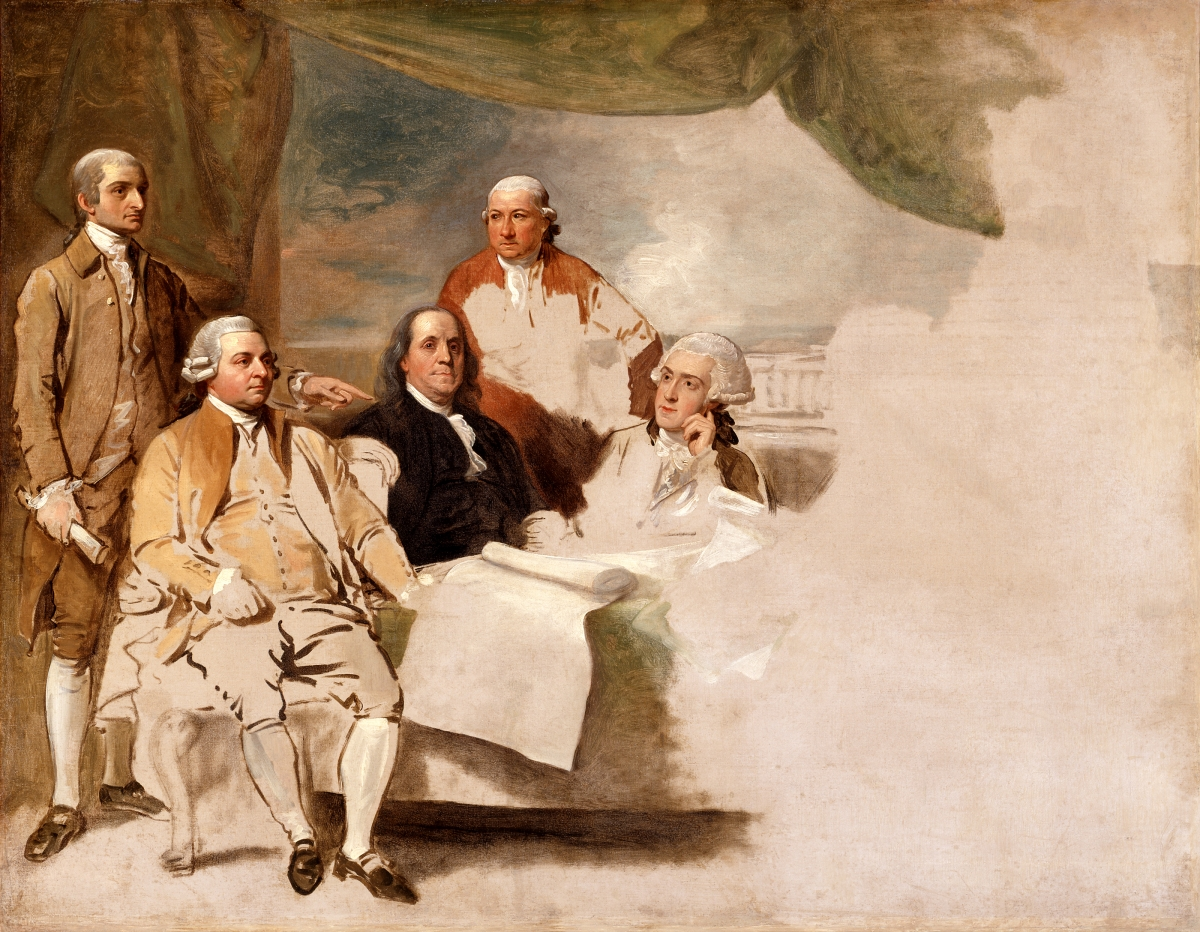
Vertrag von Paris (1783)

Der Vertrag von Paris (original: American Commissioners of the Preliminary Peace Negotiations with Great Britain oder kurz Treaty of Paris) ist ein unvollendetes Gemälde von Benjamin West aus dem Jahr 1783.
Im Amerikanischen Unabhängigkeitskrieg wurde bereits im November 1782 zwischen Großbritannien und den Vereinigten Staaten ein Vorfrieden unterzeichnet. Etwa 10 Monate später sollte in Paris ein endgültiges Abkommen geschlossen werden, welches dann als Frieden von Paris in die Geschichte einging. Dieses Ereignis wollte Benjamin West für die Nachwelt festhalten, der mit der Delegation nach Paris gekommen war.
Das Ölgemälde auf Leinwand ist 92 × 72 cm groß und zeigt die US-Delegation, die sich darauf vorbereitet, den Pariser Vertrag von 1783 weiter auszuhandeln und zu unterzeichnen, um den amerikanischen Unabhängigkeitskrieg offiziell zu beenden. Die endgültige Unterzeichnung des Vertrags erfolgte am 3. September 1783 im Hotel York in der Rue Jacob 56. Das Bild zeigt (von links nach rechts) John Jay, John Adams, Benjamin Franklin, Henry Laurens und William Temple Franklin. Da sich die britische Delegation als Vertreter der Verlierer weigerte, Modell zu sitzen, wurde das Gemälde nie fertiggestellt. Die Leinwand ist auf der rechten Seite mit Pastelltönen vorbereitet, aber im Übrigen leer. Auch die Hose von John Adams und die Anzüge von Henry Laurens und William Temple Franklin sind nicht vollständig ausgemalt, dies sollte erst mit der endgültigen Fertigstellung geschehen.
Das Gemälde kam später in den Besitz der JPMorgan Chase Art Collection und wurde von dort im Jahr 1948 aufgekauft von Henry Francis du Pont. Heute ist das Bild ausgestellt im Winterthur Museum, dem ehemaligen Sitz der Familie du Pont in Winterthur (Delaware).